# Lazaret (okręg Sybin)
Lazaret – wieś w Rumunii, w okręgu Sybin, w gminie Boița. W 2011 roku liczyła 146 mieszkańców.